# Adrianus Bleijs
Adrianus Bleijs est un architecte néerlandais né à Hoorn le 29 mars 1842 et mort à Kerkdriel le 12 janvier 1912. Il a construit un certain nombre d'églises catholiques.

## Œuvre
Voir la liste des bâtiments d'Adrianus Bleijs (nl).